# 국제 SIL

국제 SIL(國際 -; SIL International)은 세계 성경번역 선교회(WBT)의 자매기관으로서, 원이름은 하계 언어학 연구소(Summer Institute of Linguistics)이다. 잘 알려지지 않은 언어를 연구하고 발전시키며 기록하여 언어학 발전과 문맹 퇴치, 소수 언어 발전 및 성서 번역을 통한 선교를 돕는 것을 주된 목적으로 하는 비영리 단체이다. 본부는 텍사스주 댈러스에 있다.
국제 SIL가 출판하는 에스놀로그(Ethnologue)는 전 세계의 알려진 언어에 대한 각종 통계치를 집대성한 것으로 언어학 연구에 소중한 자료이다. 단행본 형태와 홈페이지(Ethnologue.com)를 통해 출판된다.

## SIL 부호 (ISO 639-3)
국제 SIL은 에스놀로그에 기록되는 모든 언어에 3자리 부호를 매기는데 그 부호 수는 ISO 639나 RFC 3066 등 기타 언어부호 체계의 부호 수보다 월등히 많으며, 2007년에 ISO 표준(ISO 639-3)으로 인정되었다. 다음은 SIL 부호의 몇가지 예이다.
- KOR - 한국어
- KSV - 한국어의 수화
- CMN - 중국어 관화
- JPN - 일본어
- AQR - 표준 아랍어
- ENG - 영어
- FRA - 프랑스어
- SPA - 에스파냐어
- RUS - 러시아어

전체 목록은 http://www.ethnologue.com/codes/#downloading에서 다운로드 받을 수 있다.

## 같이 보기
- ISO 639-3